# Protesy
 (juin 2024).
La mise en forme du texte ne suit pas les recommandations de Wikipédia : il faut le « wikifier ».
Les points d'amélioration suivants sont les cas les plus fréquents. Le détail des points à revoir est peut-être précisé sur la page de discussion.
- Les titres sont pré-formatés par le logiciel. Ils ne sont ni en capitales, ni en gras.
- Le texte ne doit pas être écrit en capitales (les noms de famille non plus), ni en gras, ni en italique, ni en « petit »…
- Le gras n'est utilisé que pour surligner le titre de l'article dans l'introduction, une seule fois.
- L'italique est rarement utilisé : mots en langue étrangère, titres d'œuvres, noms de bateaux, etc.
- Les citations ne sont pas en italique mais en corps de texte normal. Elles sont entourées par des guillemets français : « et ».
- Les listes à puces sont à éviter, des paragraphes rédigés étant largement préférés. Les tableaux sont à réserver à la présentation de données structurées (résultats, etc.).
- Les appels de note de bas de page (petits chiffres en exposant, introduits par l'outil «  Source ») sont à placer entre la fin de phrase et le point final[comme ça].
- Les liens internes (vers d'autres articles de Wikipédia) sont à choisir avec parcimonie. Créez des liens vers des articles approfondissant le sujet. Les termes génériques sans rapport avec le sujet sont à éviter, ainsi que les répétitions de liens vers un même terme.
- Les liens externes sont à placer uniquement dans une section « Liens externes », à la fin de l'article. Ces liens sont à choisir avec parcimonie suivant les règles définies. Si un lien sert de source à l'article, son insertion dans le texte est à faire par les notes de bas de page.
- La présentation des références doit suivre les conventions bibliographiques. Il est recommandé d'utiliser les modèles {{Ouvrage}}, {{Chapitre}}, {{Article}}, {{Lien web}} et/ou {{Bibliographie}}. Le mode d'édition visuel peut mettre en forme automatiquement les références.
- Insérer une infobox (cadre d'informations à droite) n'est pas obligatoire pour parachever la mise en page.

Pour une aide détaillée, merci de consulter Aide:Wikification.
Si vous pensez que ces points ont été résolus, vous pouvez retirer ce bandeau et améliorer la mise en forme d'un autre article.
Protesy, en ukrainien : Протеси, est un village d'Ukraine. Il appartient au Raïon de Stryï dans l'oblast de Lviv et compte 643 habitants.

## Origine du nom du village
Il y avait des forêts sur le territoire de ce village, selon la légende, le village a été fondé par les Cosaques, qui ont « défriché » la forêt, ce qui lui a donné son nom.

## Histoire
La première mention écrite date du 5 mai 1438, ce qui situe l'apparition du village durant le royaume de Pologne.
Puis, le village est incorporé dans la république des Deux Nations de 1569 à 1772, date du premier partage.
Le village tombe donc sous le joug de l'empire d'Autriche jusqu'à la premier guerre mondiale.
Durant la grande guerre, le village de Protesy a souvent changé d'administration, et donc, de territoire : Tout d'abord, l'Empire russe lors de son offensive contre l'Autriche-Hongrie, a incorporé le village dans le gouvernement général de Galicie jusqu'en 1915, dans le gouvernement de Lvov.
Par la suite, la république populaire d'Ukraine occidentale s'encra dans le village jusqu'à la fin de la Première Guerre mondiale et la création de la Deuxième République polonaise.
Pendant la Deuxième République polonaise, jusqu'en 1934, le village était une commune indépendante du district de Żydaczów, dans le Voïvodie de Stanislawow. En raison de la réforme de consolidation, le 1er août 1934, elle fut incorporée à la commune collective rurale nouvellement créée de la commune de Żórawno dans le même district et même voïvodie. Après la guerre, le village entre dans les structures administratives de l'Union soviétique. Enfin, en 1991 et la chute de l'URSS, Protesy tombe sous l'administration de l'Ukraine.

## Géographie

### Localisation

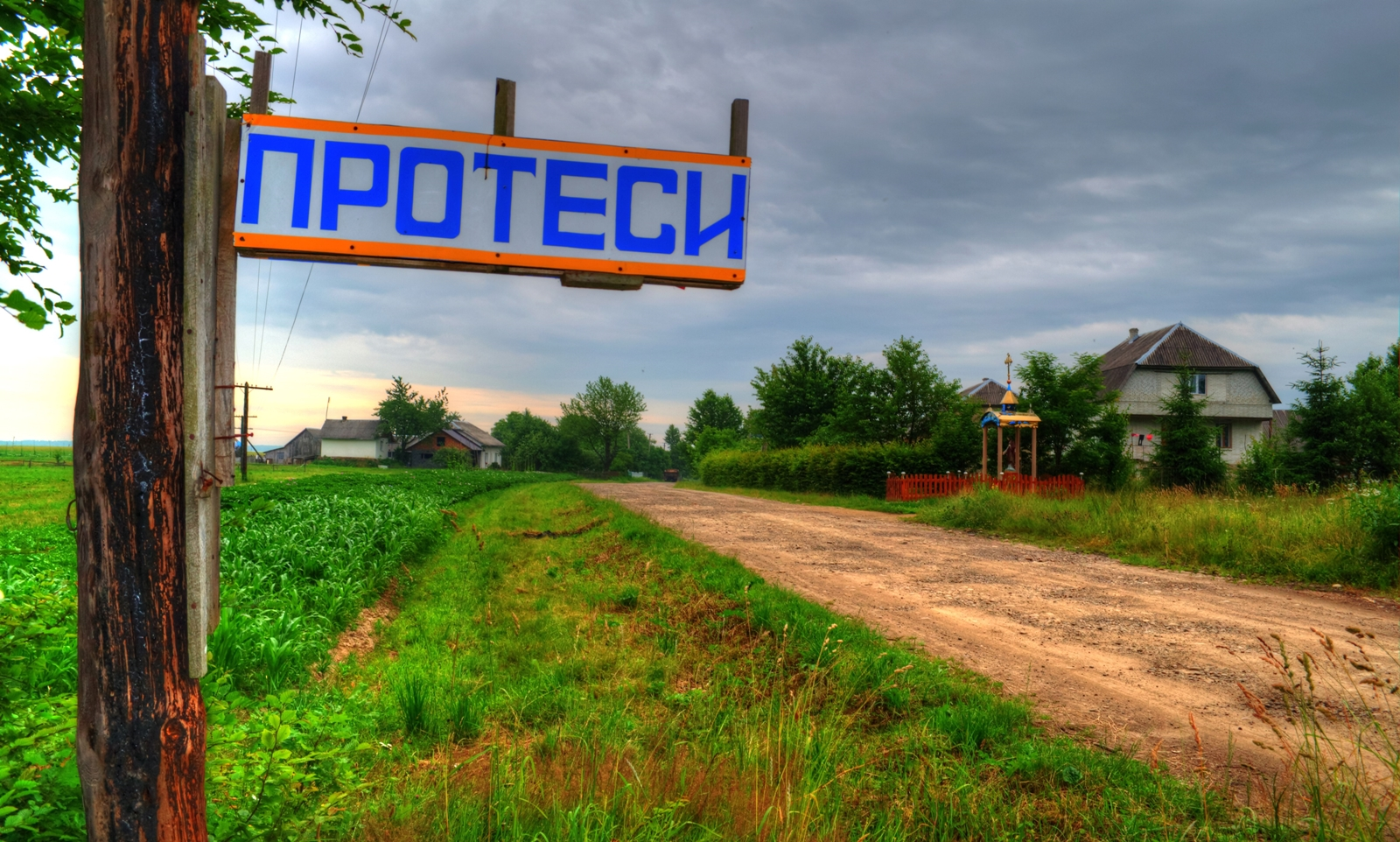
Panneau à l'entrée Nord du village

La commune se trouve à 16,4 km de Juravno, ancienne ville chef du Powiat de Zydaczowski (pl) (devenu le Raïon de Jydatchiv), à son sud-est.

### Communes limitrophes[4]
| Monastyrets' (Anciennement Monasterzec) Kotoryny | Kotoryny (Anciennement Kotoryn)                                           | Tsvitova Dibrova (Anciennement Dąbrowa)                      |
| Perekosy Monastyrets' (Anciennement Monasterzec) | Protesy                                                                   | Dibrova (Anciennement Dąbrowa) Dovzhka (Anciennement Dolzka) |
| Perekosy                                         | Dubovytsya (Anciennement Dubrowica) Tomashivtsi (Anciennement Tomaszowce) | Dubovytsya (Anciennement Dubrowica)                          |

### Voies de communication et transport
La commune est desservie par une ligne de bus quotidienne, la ligne d'autobus de banlieue no 533, reliant Protesy au Sud de Lviv, grâce à l'agence de transports VTP Zhidachivavtotrans.

## Démographie
L'évolution du nombre d'habitants de la commune est peu sourcée : seulement quelques recensements et des données récente du village sont connus.
| 1857 | 1870 | 1887 | 2001 |
| ---- | ---- | ---- | ---- |
| 430  | 512  | 611  | 643  |

## Éducation
En 1887, une école existait avec un seul professeur.

## Religion

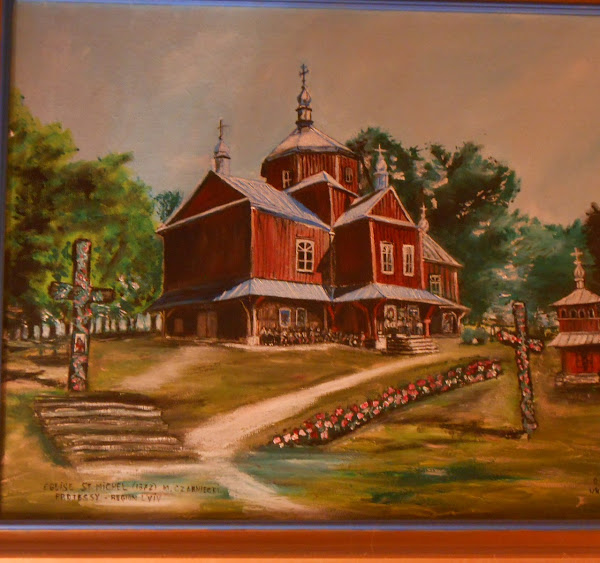
Gravure de l'église Saint Michel en 1872 lors d'une cérémonie religieuse.

La religion majoritaire dans Protesy est, à l'époque entre 1835 et 1910, le christianisme et plus précisément l'Église grecque-catholique. La seconde religion la plus représentée est le judaïsme avec les populations ashkénazes à hauteur de 7.7% au milieu du XIXe siècle.
En 1887, un recensement précis des différentes religions a eu lieu : sur 611 habitants, 20 personnes étaient non religieuse/ pratiquante ou autres religion, 75 étaient de confession Catholique romaine tandis que 548 habitants étaient de religion Gréco catholique. Enfin, une église paroissiale orthodoxe était sur place en fusion avec les pratiquants de Dibrova (Dabrowa) qui, eux, étaient au nombre de 267 pratiquants.
Il y a eu une précédente église Saint-Michel à Protesy, dont la mention est présente et écrite dans le registre des églises, entreprit par le doyen de Voyniliv le 4 mars 1733. Mais sa mention ne se retrouve pas dans les registres paroissiaux du village d'avant 1891, elle est juste mentionnée au début de chaque registre de baptêmes entre 1847 et 1890. Cette première église aurait donc au moins survécu pendant 138 années. 
Au début des années 1870, une seconde église fut construite car la mention de celle-ci, terminée en 1872, y est mentionnée. Elle fut construite par Michel Czarniecki à la place d'une ancienne chapelle, et donc possiblement, au dessus des ruines de l'ancienne église. L'église principale du village est l'église Saint-Michel construite en l'honneur de l'archange saint Michel. Enfin, en août 2021, d'importants travaux de rénovations de l'église sont entrepris pour sa restauration et sa conversation.

## Politique
Lors des élections législatives extraordinaires de 2019, un bureau de vote distinct no 460409, situé dans l'enceinte de l'école, fonctionnait dans le village.
Les résultats :
388 électeurs ont été enregistrés, le taux de participation a été de 72,68 %, le plus grand nombre de voix a été exprimé pour « Solidarité européenne » - 37,94 %, pour le parti « Voix » - 19,50 %, pour « Serviteur du peuple » - 17,73 %. Dans la circonscription uninominale, Andrii Kit (auto-nomination) a reçu le plus de voix — 48,40%, pour Andrii Hergert (Association panukrainienne "Svoboda") — 26,69%, pour Volodymyr Nakonechny (Serviteur du peuple). — 9,25 %.

## Climat
| Mois                                  | jan.       | fév.       | mars       | avril      | mai       | juin      | jui.      | août      | sep.    | oct.       | nov.       | déc.       | année      |
| ------------------------------------- | ---------- | ---------- | ---------- | ---------- | --------- | --------- | --------- | --------- | ------- | ---------- | ---------- | ---------- | ---------- |
| Température minimale moyenne (°C)     | −6,1       | −5,5       | −1,7       | 3,6        | 8,4       | 11,3      | 13,2      | 12,5      | 8,4     | 4,1        | −0,3       | −4,6       | 3,6        |
| Température moyenne (°C)              | −3,1       | −2,2       | 1,9        | 8,3        | 13,8      | 16,4      | 18,3      | 17,7      | 13      | 8,1        | 2,6        | −1,8       | 7,8        |
| Température maximale moyenne (°C)     | −0,1       | 1,3        | 6,3        | 13,6       | 19,4      | 22        | 23,9      | 23,5      | 18,3    | 12,9       | 6          | 0,9        | 12,3       |
| Record de froid (°C) date du record   | −28,5 1954 | −29,5 1956 | −24,8 1958 | −12,1 1941 | −5 2007   | 0,5 1977  | 4,5 1951  | 2,6 1984  | −3 1977 | −13,2 1997 | −17,6 1965 | −25,6 1975 | −29,5 1956 |
| Record de chaleur (°C) date du record | 13,8 2002  | 17,7 1990  | 22,4 1974  | 28,9 2012  | 32,2 1938 | 33,4 1938 | 36,3 1938 | 35,6 2012 | 31 2008 | 25,3 1966  | 21,6 2010  | 16,5 1989  | 36,3 1938  |
| Ensoleillement (h)                    | 65,1       | 79,1       | 111,6      | 189        | 226,3     | 237       | 254,2     | 223,2     | 180     | 148,8      | 57         | 37,2       | 1 808,5    |
| Précipitations (mm)                   | 40         | 44         | 45         | 52         | 89        | 89        | 96        | 77        | 67      | 52         | 49         | 48         | 748        |
| Nombre de jours avec précipitations   | 9          | 9          | 11         | 14         | 16        | 17        | 16        | 14        | 14      | 14         | 13         | 11         | 158        |
| Humidité relative (%)                 | 83         | 81         | 77         | 69         | 71        | 74        | 75        | 76        | 79      | 80         | 84         | 85         | 78         |
| Nombre de jours avec neige            | 17         | 17         | 11         | 3          | 0,1       | 0         | 0         | 0         | 0       | 1          | 8          | 15         | 72         |